# Hunters Quay
Hunters Quay (gaèlic escocès: Camas Rainich) és una població de la península de Cowal, al consell d'Argyll and Bute de les terres altes d'Escòcia. Situat entre Kirn, al sud, i Ardnadam, al nord, és la base principal dels transbordadors Western Ferries, que comuniquen aquest port amb McInroy's Point.

## Royal Marine Hotel
L'edifici actual va ser construït el 1890, però aquest i l'anterior van ser la seu del Royal Clyde Yacht Club entre 1872 i la dècada de 1950.

## Jocs Olímpics d'estiu de 1908
La regata per a velers de la classe de 12 metres dels Jocs Olímpics de Londres de 1908 van tenir lloc a Hunters Quay. Només dues embarcacions hi van participar: Mouchette del Royal Liverpool Yacht Club i Hera del Royal Clyde Yacht Club. La regata es va realitzar al riu Clyde i va consistir en una volta doble de 21 quilòmetres, començant i acabant a Hunters Quay. Thomas C. Glen-Coats va guanyar a bord de l'Hera.

## Jim Crow Rock

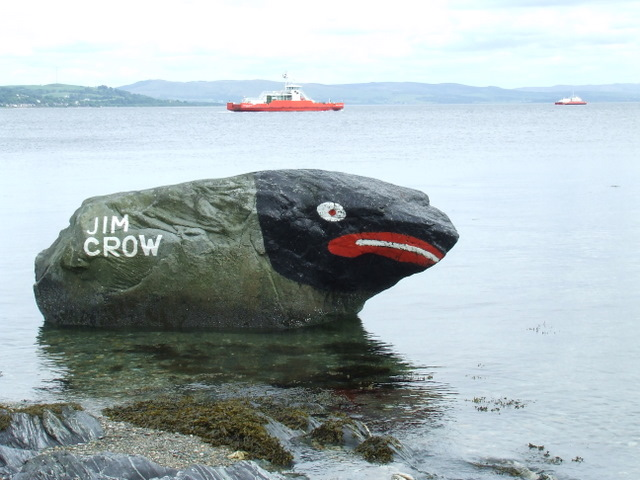
Jim Crow Rock

Jim Crow és una punxeguda roca glacial erràtica que descansa ajaguda a la platja, coneguda com la «Pedra Jim Crow» en la dècada de 1880, i en la qual hom va pintar una cara l'any 1904.
S'ha suggerit que la inspiració darrere del nom i el disseny podrien ser: la cançó Jump Jim Crow de Thomas D. Rice; el nom del propietari d'un negoci proper; una gralla (que té el bec negre però no la boca vermella); un vers del poema anglès Jackdaw of Rheims de Thomas Ingoldsby; o les lleis de Jim Crow, per les quals s'aplicava la segregació racial als Estats Units del sud.
A causa d'aquest vincle hipotètic amb el racisme, la roca havia estat pintada en nombroses ocasions, però sempre havia retornat al seu estat original. Finalment, arran del cas de la mort de George Floyd i la irrupció del moviment Black Lives Matter, la pedra va ser polida per sorrejament el 2020 fins a quedar-ne només la roca nua, en espera d'escollir un disseny no ofensiu realitzat per la gent jove del poble.

## Galeria

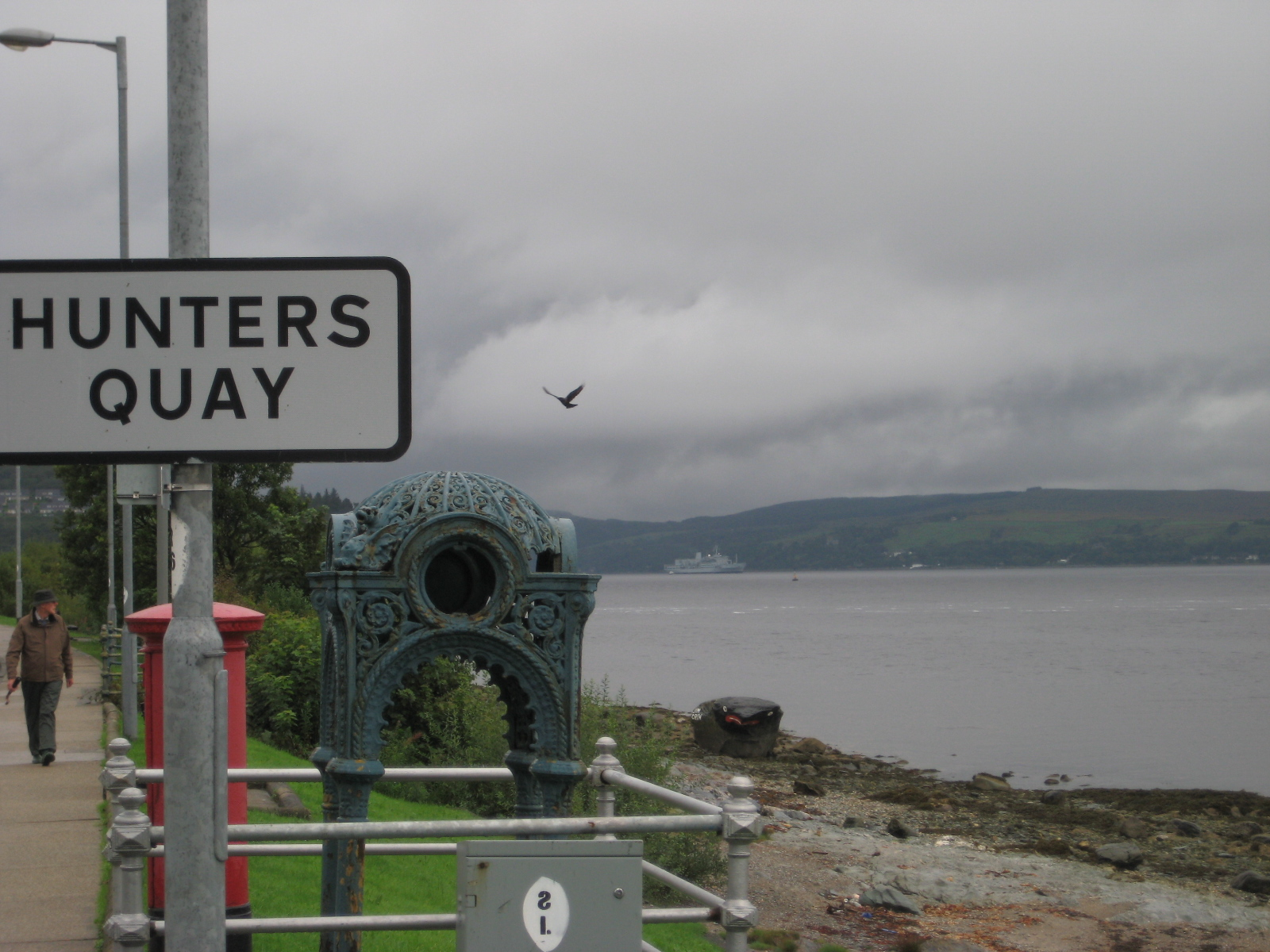
Vista del Holy Loch, mirant cap al nord-oest en direcció a Kilmun.
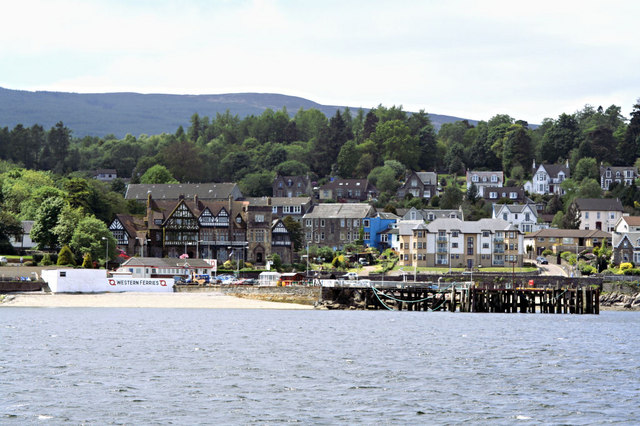
El Royal Marine Hotel és l'edifici amb entramat de fusta.
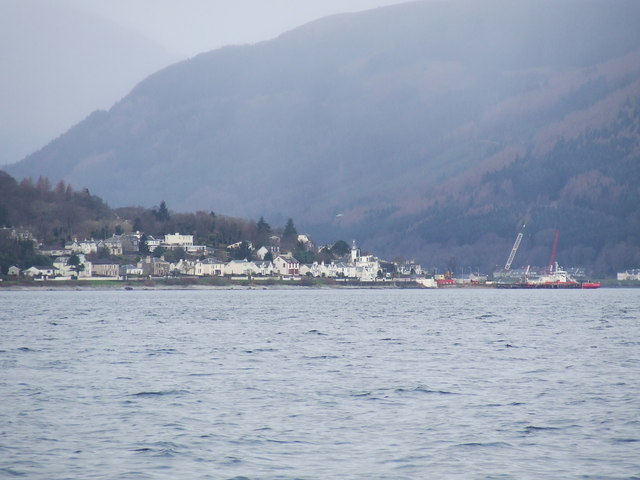
Hunters Quay vist des de Cloch Point.
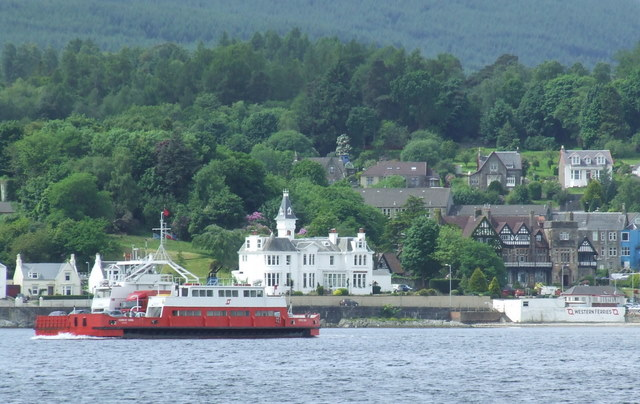
Una embarcació de Western Ferries aproximant-se al moll.